# Hazleton (Iowa)
Hazleton ist eine Kleinstadt (mit dem Status „City“) im Buchanan County im US-amerikanischen Bundesstaat Iowa. Das U.S. Census Bureau hat bei der Volkszählung 2020 eine Einwohnerzahl von 713 ermittelt.

## Geografie
Hazleton liegt im mittleren Nordosten Iowas beiderseits des Otter Creek, der über den Wapsipinicon River zum Stromgebiet des Mississippi gehört. Dieser bildet rund 90 km östlich die Grenze Iowas zu Wisconsin und Illinois.
Die geografischen Koordinaten von Hazleton sind 42°37′15″ nördlicher Breite und 91°54′01″ westlicher Länge. Die Stadt erstreckt sich über eine Fläche von 2,05 km² und liegt vollständig in der Hazleton Township.
Nachbarorte von Hazleton sind Oelwein (6,9 km nördlich), Stanley (10,1 km ostnordöstlich), Aurora (15,7 km östlich), Lamont (23,7 ostsüdöstlich), Independence (17,3 km südlich), Jesup (28,2 km südwestlich), Dunkerton (26,2 km westsüdwestlich) und Fairbank (14,4 km westnordwestlich).
Die nächstgelegenen größeren Städte sind Wisconsins Hauptstadt Madison (259 km ostnordöstlich), Dubuque an der Schnittstelle der Staaten Iowa, Wisconsin und Illinois (126 km östlich), Cedar Rapids (80,2 km südsüdöstlich), Waterloo (49,5 km südwestlich), Iowas Hauptstadt Des Moines (234 km in der gleichen Richtung) und Rochester in Minnesota (203 km nordnordwestlich).

## Verkehr
Der Iowa State Highway 150 führt in Nord-Süd-Richtung als Hauptstraße durch Hazleton. Alle weiteren Straßen sind untergeordnete Landstraßen, teils unbefestigte Fahrwege sowie innerörtliche Verbindungsstraßen.
Der nächstgelegene Flughafen ist der 49,3 km westsüdwestlich gelegene Waterloo Regional Airport, von wo aus durch Zubringerflüge mehrerer Fluggesellschaften Anschluss an die Großflughäfen Chicago O’Hare und Minneapolis-Saint Paul hergestellt wird.

## Bevölkerung
Nach der Volkszählung im Jahr 2010 lebten in Hazleton 823 Menschen in 354 Haushalten. Die Bevölkerungsdichte betrug 401,5 Einwohner pro Quadratkilometer. In den 354 Haushalten lebten statistisch je 2,32 Personen.
Ethnisch betrachtet setzte sich die Bevölkerung zusammen aus 96,8 Prozent Weißen, 0,5 Prozent Afroamerikanern sowie 1,6 Prozent amerikanischen Ureinwohnern; 1,1 Prozent stammten von zwei oder mehr Ethnien ab. Unabhängig von der ethnischen Zugehörigkeit waren 1,6 Prozent der Bevölkerung spanischer oder lateinamerikanischer Abstammung.
24,5 Prozent der Bevölkerung waren unter 18 Jahre alt, 62,0 Prozent waren zwischen 18 und 64 und 13,5 Prozent waren 65 Jahre oder älter. 46,1 Prozent der Bevölkerung waren weiblich.
Das mittlere jährliche Einkommen eines Haushalts lag bei 39.659 USD. Das Pro-Kopf-Einkommen betrug 15.504 USD. 17,1 Prozent der Einwohner lebten unterhalb der Armutsgrenze.